# Somogyjád
Somogyjád ist eine ungarische Gemeinde im Kreis Kaposvár im Komitat Somogy. Ungefähr fünf Prozent der Bewohner zählen zur Volksgruppe der Roma.

## Geografische Lage
Somogyjád liegt 16 Kilometer nordwestlich des Komitatssitzes und der Kreisstadt Kaposvár und gut 30 Kilometer südlich des Balaton. Nachbargemeinden sind Edde, Alsóbogát, Várda, Csombárd, Bodrog und Osztopán.

## Sehenswürdigkeiten
- Reformierte Kirche, erbaut 1793–1803 im spätbarocken Stil
- Römisch-katholische Kirche Szent Kereszt, erbaut 1977 nach Plänen von György Szigetvári, mit separatem Glockenturm
- Kruzifix
- Weltkriegsdenkmal

## Verkehr
In Somogyjád treffen die Landstraßen Nr. 6513 und Nr. 7501 aufeinander. Es bestehen Zugverbindungen nach Fonyód und Kaposvár. Weiterhin gibt es Busverbindungen nach Alsóbogát, Edde, über Juta nach Kaposvár sowie über Osztopán nach Lengyeltóti.

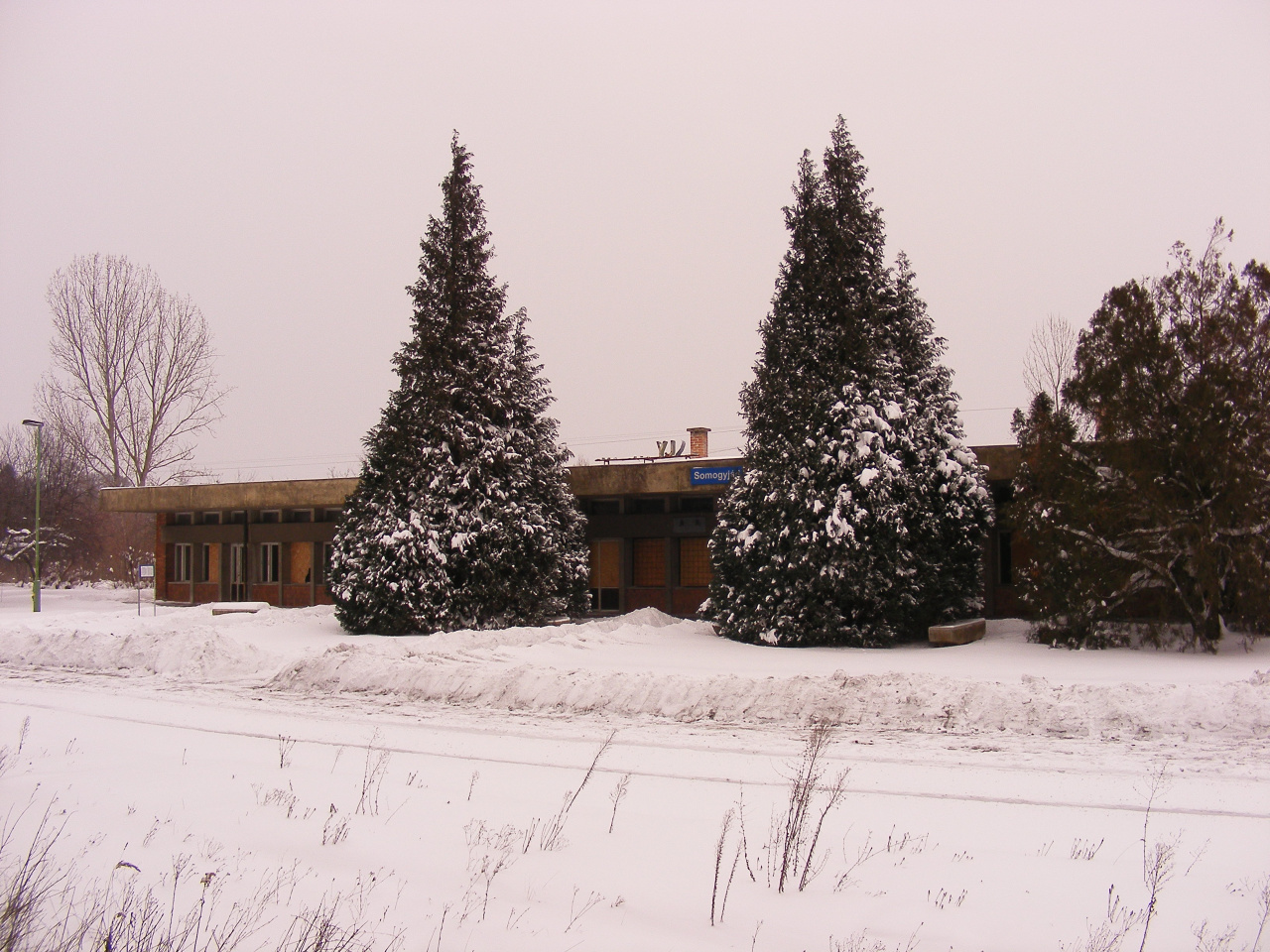
Bahnhof Somogyjád im Winter